# Matrice de Green
 (janvier 2015).
Si vous disposez d'ouvrages ou d'articles de référence ou si vous connaissez des sites web de qualité traitant du thème abordé ici, merci de compléter l'article en donnant les références utiles à sa vérifiabilité et en les liant à la section « Notes et références ».
 (décembre 2015).
En mathématiques et plus spécialement dans le domaine des équations différentielles, une matrice de Green aide à déterminer une solution particulière d'un système d'équations différentielles linéaires du premier ordre avec second membre.
Le concept porte le nom du mathématicien et physicien britannique George Green (1793-1841).

## Exemple
Par exemple, considérons l'équation {\displaystyle x'=A(t)x+g(t)\,} où {\displaystyle x\,} est un vecteur et {\displaystyle A(t)\,} est une matrice {\displaystyle n\times n\,} fonction de {\displaystyle t\,}, qui est continue pour {\displaystyle t\in I,a\leq t\leq b\,}, où {\displaystyle I\,} est un intervalle.